# Нітрофурани

Структурна схема фуразолідону

Структурна схема ніфурателу

Нітрофурани — синтетичні антибіотики, антипротозойні та протигрибкові препарати. Препарати мають широкий спектр дії, але застосування нітрофуранів обмежене у зв'язку з особливостями метаболізму. До препаратів групи відносяться нітрофурал, нітрофурантоїн, ніфурател, ніфуроксазид, фуразидин та фуразолідон.

## Механізм дії
Препарати групи нітрофуранів мають як бактерицидну, так і бактеріостатичну дію, що залежить від концентрації препаратів та виду збудника. Механізм дії нітрофуранів полягає у гальмуванні активності дегідрогеназ, блокуванні циклу трикарбонових кислот у клітинах мікроорганізмів, пригніченні дихальних циклів мікробних клітин та порушенні синтезу білків у клітинах патогенних бактерій. Порушення синтезу дихальних ферментів та біосинтезу білків клітинних мембран може призвести до руйнування цитоплазматичної мембрани. У зв'язку з унікальним механізмом дії нітрофурани ефективні до мікроорганізмів, що є нечутливими до антибіотиків та сульфаніламідних препаратів. Не відмічено виникнення звикання мікроорганізмів до нітрофуранів, крім цього, препарати групи зменшують вироблення токсинів мікроорганізмами, не пригнічують імунну відповідь організму на інфекційний агент та запобігають подальшому поширенню інфекції. Недоліком нітрофуранів є переважно низькі концентрації в тканинах та рідинах організму (за винятком сечовидільної системи та шлунково-кишкового тракту), що обмежує їх системне застосування.

## Фармакокінетика
Більшість нітрофуранів добре всмоктуються в шлунково-кишковому тракті, але біодоступність при пероральному застосуванні препаратів групи не вивчена. Високі концентрації нітрофурани створюють лише в шлунково-кишковому тракті та сечовидільній системі. Ніфуроксазид створює високі концентрації виключно в просвіті кишечника та не метаболізується. Нітрофурал практично не всмоктується при пероральному застосуванні, застосовується лише як місцевий антисептик для промивання порожнин, при опіках, інфікованих ранах, для полоскання рота і горла при ангіні та фарингітах. Інші нітрофурани швидко метаболізуються в організмі, період напіврозпаду препаратів групи складає 45-60 хвилин. Виводяться нітрофурани з організму переважно нирками, частково з жовчю, виведення препаратів групи може сповільнюватись при нирковій недостатності.

## Застосування
Нітрофурани застосовують при інфекціях, які спричинюють чутливі до препаратів групи мікроорганізми. До нітрофуранів чутливі як грампозитивні, так і грамнегативні мікроорганізми: стафілококи, стрептококи, Escherichia coli, сальмонели, шигели, Proteus spp., Enterobacter spp., клебсієли, Vibrio cholerae, Serratia spp. та інші ентеропатогенні бактерії. До ніфурателу та фуразолідону чутливі також найпростіші — трихомонади, амеби та лямблії. До нітрофуранів чутливі також грибки роду Candida spp. Найчастіше препарати групи застосовуються при деяких гострих кишкових інфекціях (фуразолідон, ніфурател, ніфуроксазид), інфекціях сечовидільних шляхів та профілактиці інфекційних ускладнень при урологічних маніпуляціях (нітрофурантоїн, фуразидин).

## Побічна дія
При застосуванні нітрофуранів нечасто спостерігають наступні побічні ефекти: висипання на шкірі, свербіж шкіри, кропив'янка, набряк Квінке, гарячка, нудота, блювання, діарея, холестатичний синдром, гострий токсичний гепатит, панкреатит, периферична нейропатія, головний біль, запаморочення, сонливість, підвищення внутрішньочерепного тиску, порушення зору, задишка, кашель з мокротою або без мокроти, біль у грудній клітці, інтерстиціальний пневмоніт або фіброз легень, забарвлення сечі в темно-жовтий колір, зміни в лабораторних аналізах — лейкопенія, агранулоцитоз, апластична анемія, еозинофілія. Найчастіше побічна дія з боку нервової, дихальної та травної системи спостерігається при застосуванні нітрофурантоїну, побічна дія з боку серцево-судинної системи — частіше при застосуванні фуразолідону, при застосуванні інших препаратів групи нітрофуранів побічні ефекти спостерігаються рідко.

## Протипокази
Нітрофурани протипоказані при тяжкій нирковій недостатності, підвищеній чутливості до препаратів групи, нейропатіях, дефіциті глюкозо-6-фосфатдегідрогенази, порфірії, при вагітності та годуванні грудьми та новонародженим.

## Перелік
- 5-Amino-3-((5-nitro-2-furyl)vinyl)-1,2,4-oxadiazole
- FANFT
- Furagin
- Furazolidone
- Furylfuramide
- Nifuratel
- Nifurtimox
- Nitrofurantoin
- Nitrofurazone
- Nitrovin[1]